# Jaźń odzwierciedlona
Jaźń odzwierciedlona – w socjologii i psychologii samowiedza jednostki, kształtowana przez interpretację reakcji innych ludzi w stosunku do własnej osoby. Według Floriana Znanieckiego jest to "zobiektywizowany przez siebie samego podmiot społeczny" czyli to, jak wyobrażam sobie sposób, w jaki widzą mnie inni. Jaźń odzwierciedlona pojawia się w relacjach międzyludzkich, gdy na przykład zadajemy sobie pytanie "co o mnie pomyślą inni?".
Na przykład, jeśli inni często mówią mi, że jestem piękną kobietą, to w mojej samowiedzy pojawią się informacje o tym, że jestem piękną kobietą. Jeśli inni będą mi mówić, że mnie lubią, będę myślała, że jestem osobą lubianą. Możemy powiedzieć, że jaźń odwierciedlona jest jednym ze źródeł samowiedzy, "społecznym lustrem" – interpretacja zachowań i wypowiedzi innych na nasz temat staje się podstawą tego, co sami myślimy o sobie. 
Inne źródła samowiedzy to: porównania społeczne, introspekcja (psychologia), obserwacja własnego zachowania, schematy ja.